# Speedcubing

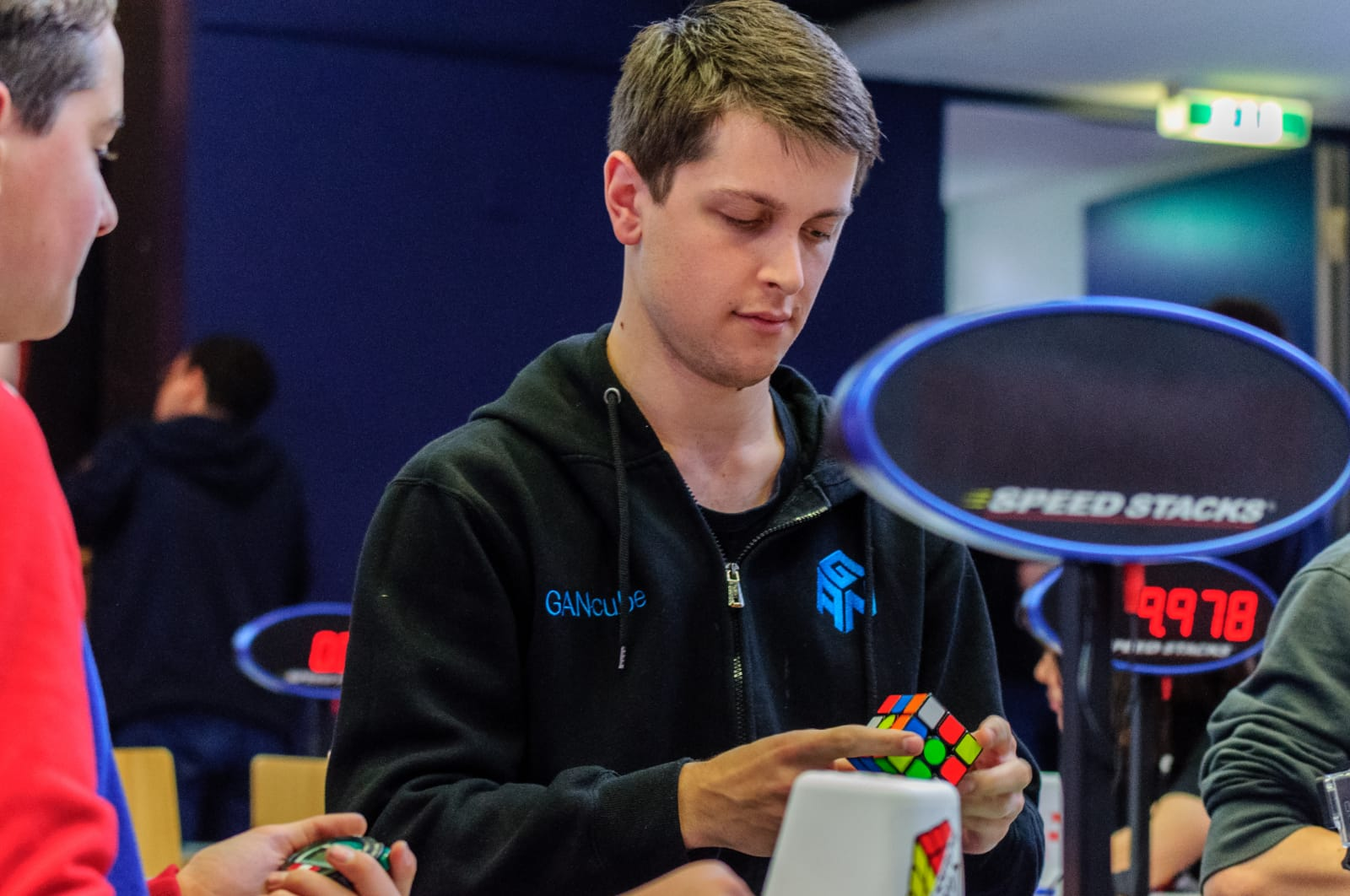
Feliks Zemdegs al Swisscubing Cup Final nel 2018

Lo speedcubing è la disciplina sportiva dove i concorrenti si affrontano nella risoluzione del cubo di Rubik (e dei twisty puzzle in generale) nel minor tempo possibile. L'associazione che si occupa di organizzare e gestire le competizioni di speedcubing è la World Cube Association.
Di solito si definisce speedcuber chiunque risolva il cubo di Rubik con l'intento di abbassare costantemente i suoi tempi.

## Estensione del fenomeno
Lo speedcubing è tornato molto di moda negli ultimi tempi. Si presume che ciò sia accaduto grazie ai sempre più numerosi video tutorial su Youtube, che spiegano come risolvere il famoso rompicapo in modo semplice (quasi sempre con il metodo a strati).

## Competizioni

### World Cube Association
Dal 2003, si svolgono regolarmente competizioni di speedcubing. Queste vengono organizzate e regolamentate dalla WCA, formata nel 2004. Alle competizioni devono essere presenti dei delegati ufficiali della WCA affinché l'evento possa essere considerato ufficiale; i delegati si assicurano che le competizioni si svolgano secondo il regolamento WCA. I risultati delle competizioni vengono registrati sul sito ufficiale dell'associazione.

### Format
La maggior parte delle categorie, ad eccezione di quelle in cui sono previsti tempi più lunghi (come nel caso dei cubi 6×6×6 e 7×7×7 e degli eventi da bendato), si svolgono generalmente secondo una media di 5 risoluzioni. Il partecipante risolve il rompicapo per 5 volte nello stesso round, registrando il tempo di risoluzione insieme a un giudice. Il tempo migliore e quello peggiore vengono scartati, e la media viene calcolata sui rimanenti 3 tempi. Le categorie 6×6×6 e 7×7×7 si svolgono secondo la media di 3 risoluzioni. Le categorie blindfolded (3x3x3, 4x4x4 e 5x5x5 da bendato) e 3×3×3 fewest moves (nel minor numero di mosse) vengono eseguite secondo la media di 3 o al meglio di 3. In MBLD (più cubi 3x3x3 risolti da bendato) viene registrato il punteggio migliore tra 1, 2 o 3 tentativi, a seconda della gara.
Durante le competizioni ufficiali della WCA, i cubi dei partecipanti vengono mischiati (in appositi spazi preclusi visualmente) da partecipanti esperti che utilizzano algoritmi di scramble generati al computer. Per algoritmo di scramble si intende una serie di mosse che mirano a scombinare il puzzle il più efficacemente possibile. Ad ogni round, ogni partecipante riceve uno scramble diverso prima di ogni risoluzione, ma nello stesso gruppo di risoluzione tutti i partecipanti ricevono lo stesso scramble. Prima di iniziare a risolvere il cubo, il partecipante ha a disposizione 15 secondi per ispezionare il cubo, monitorato da un giudice con un cronometro (la fase di ispezione non è prevista per le categorie in cui il partecipante è bendato). Conclusa l'ispezione, il partecipante posiziona le mani sul timer, dopodiché le rilascia per azionare il timer e prendere in mano il cubo (o altro rompicapo) e iniziare a risolverlo. Quando il rompicapo viene risolto, il partecipante posiziona di nuovo le mani sul timer per interromperlo, dopodiché il giudice procede a registrare il tempo di risoluzione. Se il timer viene interrotto prima che il rompicapo sia effettivamente risolto, secondo le definizioni di rompicapo non risolto (nel caso dei cubi se, ad esempio, una delle facce è ruotata più di 45° dalla posizione corretta), al partecipante viene assegnata una penalità: se è necessaria una sola mossa per risolvere il rompicapo, vengono aggiunti 2 secondi sul tempo di risoluzione; se, invece, sono necessarie due o più mosse, il giudice registra il tempo come DNF (Did Not Finish, "non ha finito") ed esso varrà come tempo peggiore nel successivo conteggio della media.
Il timer ufficiale utilizzato in queste competizioni è lo StackMat Timer, dotato di pad supersensibili al tatto che permettono la misurazione del tempo intercorso tra il rilascio e la successiva pressione degli stessi.

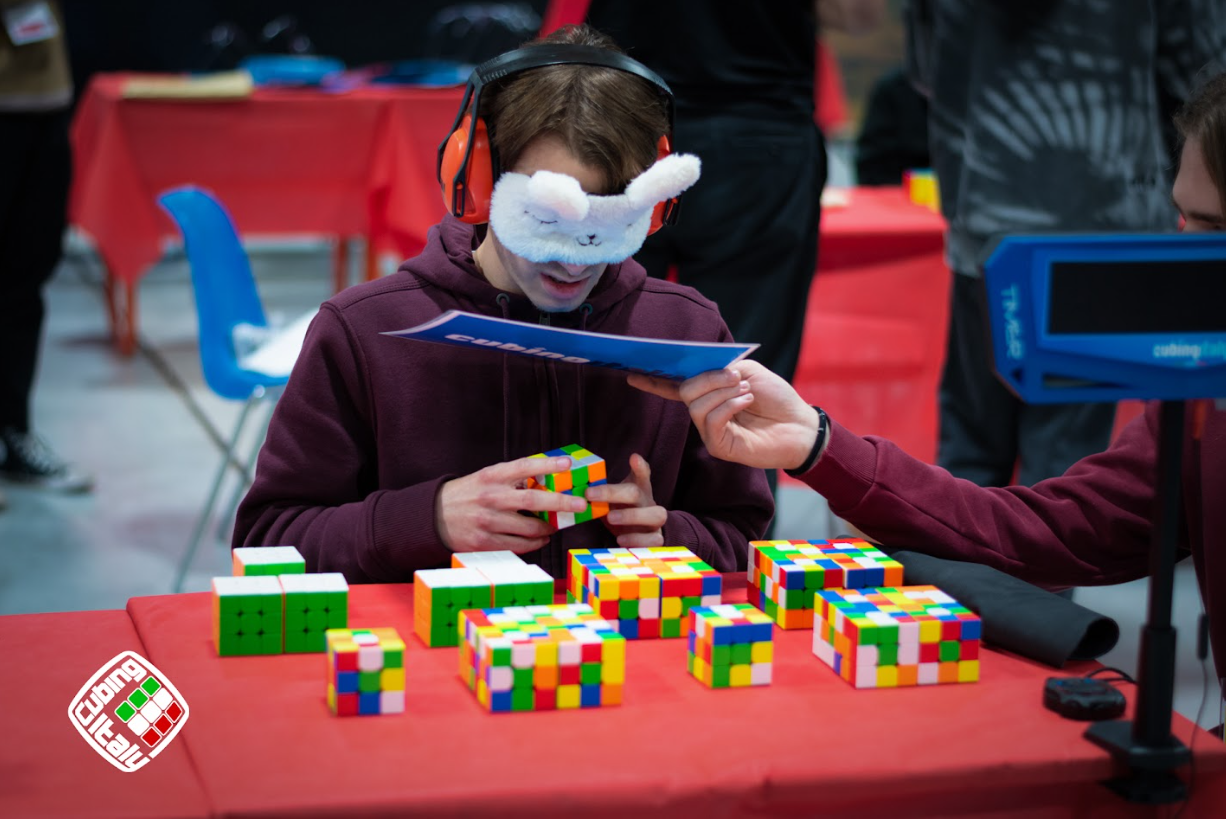
Mattia Rigo mentre risolve 25 cubi da bendato (MBLD) agli Italian Championship 2023

Queste sono attualmente le discipline in cui si può cimentare un concorrente durante un evento ufficiale (chiamate "eventi"):
| Categoria                                      | Tipo di cubo                                       |
| ---------------------------------------------- | -------------------------------------------------- |
| Speedsolving                                   | 2×2×2, 3×3×3, 4×4×4, 5×5×5, 6×6×6, 7×7×7           |
| Risoluzione con una mano (OH)                  | 3×3×3                                              |
| Risoluzione bendato (BLD)                      | 3×3×3, 4×4×4, 5×5×5                                |
| Multi risoluzione bendato (MBLD)               | 3×3×3                                              |
| Risoluzione con il minor numero di mosse (FMC) | 3×3×3                                              |
| Risoluzione di altri rompicapi                 | Pyraminx, Megaminx, Square-1, Rubik's Clock, Skewb |

Il Magic, il Master Magic ed il 3×3×3 WF (with feet, con i piedi) non sono più eventi ufficiali.

### Campionato del mondo del cubo di Rubik
La WCA organizza ogni due anni il Campionato del mondo del cubo di Rubik (World Rubik's Cube Championship), il principale evento internazionale nel mondo dello speedcubing. Il primo campionato del mondo si è tenuto a Budapest, in Ungheria, il 5 giugno 1982, e tra i partecipanti vi erano anche Jessica Fridrich e Lars Petrus. Il primo campionato contava soltanto 19 partecipanti e il cubo di Rubik 3×3×3 come unica specialità. Nel tempo, il numero di partecipanti e di categorie presenti all'evento è aumentato notevolmente. Di seguito vengono elencate le edizioni del campionato che si sono svolte negli anni e, a titolo d'esempio, i vincitori nella categoria 3×3×3:
| Campionato | Anno | Luogo            | Data           | Nazioni | Rompicapi | Categorie | Vincitore (3×3×3) | Tempo | Riferimento |
| ---------- | ---- | ---------------- | -------------- | ------- | --------- | --------- | ----------------- | ----- | ----------- |
| I          | 1982 | Budapest         | 5 giugno       | 19      | 1         | 1         | Minh Thai         | 22.95 | [ 4 ]       |
| II         | 2003 | Toronto          | 23–24 agosto   | 15      | 9         | 13        | Dan Knights       | 20.00 | [ 5 ]       |
| III        | 2005 | Lake Buena Vista | 5–6 novembre   | 16      | 9         | 15        | Jean Pons         | 15.10 | [ 6 ]       |
| IV         | 2007 | Budapest         | 5–7 ottobre    | 28      | 10        | 17        | Yu Nakajima       | 12.46 | [ 7 ]       |
| V          | 2009 | Düsseldorf       | 9–11 ottobre   | 32      | 12        | 19        | Breandan Vallance | 10.74 | [ 8 ]       |
| VI         | 2011 | Bangkok          | 14–16 ottobre  | 35      | 12        | 19        | Michał Pleskowicz | 8.65  | [ 9 ]       |
| VII        | 2013 | Las Vegas        | 26–28 luglio   | 35      | 10        | 17        | Feliks Zemdegs    | 8.18  | [ 10 ]      |
| VIII       | 2015 | San Paolo        | 17–19 luglio   | 37      | 11        | 18        | Feliks Zemdegs    | 7.56  | [ 11 ]      |
| IX         | 2017 | Parigi           | 13–16 luglio   | 64      | 11        | 18        | Max Park          | 6.85  | [ 12 ]      |
| X          | 2019 | Melbourne        | 11–14 luglio   | 52      | 11        | 18        | Philipp Weyer     | 6.74  | [ 13 ]      |
| XI         | 2023 | Incheon          | 12 - 15 agosto | 57      | 11        | 17        | Max Park          | 5.31  |             |
| XII        | 2025 | Seattle          | 3 - 6 luglio   |         | 11        | 17        | Yiheng Wang       | 4.23  |             |

## Record del mondo
Qui sono elencati i record del mondo ufficiali nelle diverse categorie, approvati dalla World Cube Association.
| Disciplina         | Singolo                 | Risultato   | Torneo                                       | Media                | Risultato | Torneo                                 |
| ------------------ | ----------------------- | ----------- | -------------------------------------------- | -------------------- | --------- | -------------------------------------- |
| 2×2×2              | Teodor Zajder           | 0.43        | Warsaw Cube Masters 2023                     | Yiheng Wang          | 0.88      | Hangzhou Open 2024                     |
| 3×3×3              | Xuanyi Geng (耿暄一)    | 3.05        | Shenyang Spring 2025                         | Yiheng Wang (王艺衡) | 3.90      | Taizhou Open 2025                      |
| 4×4×4              | Max Park                | 15.71       | Colorado Mountain Tour - Evergreen 2024      | Tymon Kolasiński     | 19.17     | Hvidovre NxN 2025                      |
| 5×5×5              | Tymon Kolasiński        | 30.45       | DuPage Fall 2024                             | Tymon Kolasiński     | 34.31     | WCA World Championship 2025            |
| 6×6×6              | Max Park                | 57.69       | Burbank Big Cubes 2025                       | Max Park             | 1:05.66   | CubingUSA Western Championship 2024    |
| 7×7×7              | Max Park                | 1:34.15     | Rubik's WCA North American Championship 2024 | Max Park             | 1:39.68   | Nub Open Yucaipa 2024                  |
| 3×3×3 BF1          | Tommy Cherry            | 12.00       | Triton Tricubealon 2024                      | Tommy Cherry         | 14.05     | Rubik's WCA European Championship 2024 |
| 3×3×3 OH2          | Dhruva Sai Meruva       | 5.66        | Swiss Nationals 2024                         | Luke Garrett         | 7.72      | Chicagoland Newcomers 2025             |
| 3×3×3 FM3          | Sebastiano Tronto       | 16          | FMC 2019                                     | Radomił Baran        | 19.67     | 5BLD Masters Opole 2025                |
| Megaminx           | Aidan Grainger          | 22.89       | Weston-super-Mare Spring 2025                | Timofei Tarasenko    | 25.36     | Central Asian Tour Astana 2025         |
| Pyraminx           | Simon Kellum            | 0.73        | Middleton Meetup Thursday 2023               | Sebastian Lee        | 1.15      | Maitland Spring 2024                   |
| Square-1           | Ryan Pilat              | 3.41        | Wichita Family Art Venture 2024              | Sameer Aggarwal      | 4.63      | Cubing in Southern Oregon 2025         |
| Clock              | Volodymyr Kapustianskyi | 1.64        | Moorhead Madness 2025                        | Lachlan Gibson       | 2.28      | Puzzling Papatoetoe 2025               |
| Skewb              | Carter Kucala           | 0.75        | Going Fast in Grandview 2024                 | Ignacy Samselski     | 1.37      | CFL Justynów 2025                      |
| 4×4×4 BF1          | Stanley Chapel          | 51.96       | 4BLD in a Madison Hall 2023                  | Stanley Chapel       | 59.39     | New York Multimate PBQ II 2025         |
| 5×5×5 BF1          | Stanley Chapel          | 2:02.28     | Great Lakes Championship 2025                | Stanley Chapel       | 2:27.63   | Michigan Cubing Club Epsilon 2019      |
| 3×3×3 Multi Blind4 | Rowe Hessler            | 63/66 59:50 | New York Multimate PBQ 2025                  |                      |           |                                        |

1 - Da bendati (Blindfolded)
2 - Con una mano (One handed)
3 - Nel minor numero di mosse (Fewest moves)
4 - Più di un cubo da bendati (Multi Blindfolded)